# 오나이다족
오나이다 족(Oneida people)은 ‘똑바로 선 돌의 사람들’, 또는 ‘서 있는 돌의 사람들’이라는 의미이며, 이로쿼이 연맹을 구성하는 뉴욕 외곽에 기반을 여섯 미국 인디언 부족 중 하나이다. 그들 자신은 스스로를 ‘하우데노사우니’(Haudenosaunee, 긴 집에 사는 사람들)라 부르며, 이것은 그들의 공동 주택과 주거 양식에서 유래된 말이다.
역사적으로 오나이다 족은 14세기 등장한 부족으로 알려져 있다. 그들은 이후 뉴욕 중앙부의 오나이다 호수와 오나이다 매디슨 카운티 근처에 약 24,000km2의 면적의 지역에 거주를 했었다. 호수 남쪽의 그레이트 스왐프는 최적의 거주지가 되었던 중요한 습지였다. 미국 독립 전쟁 이후 그들은 1,200km2에 이르는 땅을 양도해야 했으며, 이후 계속적으로 땅을 침식당했다. 연방정부의 압력으로 많은 오나이다가 18세기에 위스콘신으로 이주를 해야 했으며, 영국군에 협력한 일부는 캐나다로 이주를 했다.